# Fünfkampf (Leichtathletik)
Der Fünfkampf ist eine Disziplin der Leichtathletik, bei der fünf Einzelwettkämpfe in verschiedenen Disziplinen ausgetragen werden. Deren Ergebnisse werden nach einer Punktetabelle umgerechnet, die sich am jeweiligen Weltrekord orientiert. Sieger wird der Teilnehmer, der die höchste Punktesumme aus allen fünf Teildisziplinen erreicht hat (Punktewertung). Typisch für den Fünfkampf ist die Betonung der Vielseitigkeit, da meist Sprung-, Wurf- und Laufdisziplinen kombiniert werden. Es gibt jedoch auch spezialisiertere Formate, wie zum Beispiel den Werfer-Fünfkampf.
In den kombinierten Freiluftwettbewerben dominiert bei den Männern der Zehnkampf und bei den Frauen der Siebenkampf. Trotzdem werden weiterhin Wettkämpfe und zum Teil auch Meisterschaften im Fünfkampf ausgetragen.
In Hallenwettkämpfen der Frauen wird seit 1985 der Fünfkampf durchgeführt, bestehend aus 60-Meter-Hürdenlauf, Hochsprung, Kugelstoßen, Weitsprung und 800-Meter-Lauf. Die Wettbewerbe in allen Disziplinen werden innerhalb eines Tages ausgetragen.
Der hier beschriebene Fünfkampf darf nicht mit dem „modernen Fünfkampf“ verwechselt werden.

## Männer-Fünfkampf
Ein Fünfkampf der Männer fand erstmals bei den Olympischen Zwischenspielen 1906 statt und bestand aus Weitsprung aus dem Stand, Diskuswurf (griechischer Stil), Speerwurf, 192-Meter-Lauf und Ringen im griechisch-römischen Stil.
Von 1912 bis 1924 war der Fünfkampf neben dem Zehnkampf Bestandteil der Olympischen Spiele. Er bestand aus Weitsprung, Speerwurf, 200-Meter-Lauf, Diskuswurf und 1500-Meter-Lauf und wurde innerhalb eines Tages ausgetragen. Offizielle Weltrekorde wurden nicht registriert. Noch heute gehört diese Disziplinenfolge zu den üblichsten. Sie wird gelegentlich Internationaler 5-Kampf genannt. Bei Deutschen Meisterschaften wurde dieser Wettkampf von 1952 bis 1973 ausgetragen, in der Bestenliste wird er weiterhin geführt. 
Der Vorteil gegenüber dem Zehnkampf ist, dass technisch besonders anspruchsvolle Disziplinen wie Hürdenlauf und Stabhochsprung wegfallen, sodass er insbesondere für Jugendliche und Altersklasse-Athleten besser zugänglich ist. Bei Hallenwettkämpfen lautet die übliche Disziplinenfolge wie bei den Frauen 60-Meter-Hürdenlauf, Hochsprung, Kugelstoßen und Weitsprung, allerdings mit einem abschließenden 1000-Meter-Lauf. 
Vorher war von 1937 bis 1951 bei Deutschen Meisterschaften der sogenannte Deutsche Fünfkampf üblich. Dieser ist nichts anderes als der erste Tag eines Zehnkampfes, also 100-Meter-Lauf, Weitsprung, Kugelstoßen, Hochsprung und 400-Meter-Lauf. Dabei wurde bei allen Deutschen Meisterschaften in dieser Zeit der Meister im Zehnkampf auch Meister im Fünfkampf. Dies änderte sich ab 1952 mit der Umstellung auf die international übliche Disziplinfolge, da nun der Fünfkampf meist parallel zum ersten Zehnkampftag ausgetragen wurde und sich die Athleten zwangsläufig für einen der beiden Wettbewerbe entscheiden mussten.
Siehe auch: Medaillengewinner bei Olympischen Spielen, Pentathlon (antiker Fünfkampf)

## Frauen-Fünfkampf
Der Fünfkampf der Frauen wurde seit 1928 ausgetragen, zuerst in Deutschland. Von 1964 bis 1980 war er Bestandteil der Olympischen Spiele. Danach wurde er vom Siebenkampf abgelöst.
| Jahr | Bezeichnung | Erster Wettkampftag | Erster Wettkampftag | Erster Wettkampftag | Erster Wettkampftag | Erster Wettkampftag | Zweiter Wettkampftag | Zweiter Wettkampftag | Zweiter Wettkampftag | Zweiter Wettkampftag |
| ---- | ----------- | ------------------- | ------------------- | ------------------- | ------------------- | ------------------- | -------------------- | -------------------- | -------------------- | -------------------- |
| 1928 | Fünfkampf   |                     | Kugelstoßen         |                     | Weitsprung          |                     | 100 m                | Hochsprung           | Speerwurf            |                      |
| 1949 | Fünfkampf   |                     | Kugelstoßen         | Hochsprung          |                     | 200 m               | 80 m Hürden          | Weitsprung           |                      |                      |
| 1961 | Fünfkampf   | 080 m Hürden        | Kugelstoßen         | Hochsprung          |                     |                     |                      | Weitsprung           |                      | 200 m                |
| 1969 | Fünfkampf   | 100 m Hürden        | Kugelstoßen         | Hochsprung          |                     |                     |                      | Weitsprung           |                      | 200 m                |
| 1977 | Fünfkampf   | 100 m Hürden        | Kugelstoßen         | Hochsprung          | Weitsprung          | 800 m               | ÷                    | ÷                    | ÷                    | ÷                    |
| 1981 | Siebenkampf | 100 m Hürden        | Kugelstoßen         | Hochsprung          |                     | 200 m               |                      | Weitsprung           | Speerwurf            | 800 m                |

Siehe auch: Medaillengewinnerinnen bei Olympischen Spielen